# Petrodolar
Petrodolar (angl. petrodollar) je americký dolar, který některá země vydělala prodejem ropy.

## Použití termínu
Tento termín poprvé použil Ibrahim Oweiss, profesor ekonomie na univerzitě v Georgetownu v roce 1973. Oweiss cítil, že je potřeba zavést slovo, které by popsalo situaci, která nastávala v zemích OPEC, kdy rovnováha obchodu je mohutně ovlivňována dolarem jako rezervní měnou.

## Petrodolary a inflace
Účtování ropy v dolarech vede k tomu, že inflace a cena ropy ve velké míře závisí na kurzu dolaru i u těch zemí, které dolar nepoužívají. Protože země prodávající ropu často nejsou schopny vydělané peníze investovat do svého rozvoje, proudí získané dolary zpět do USA (kapitál, půjčky), což je pro USA výhodné, ale skrývá to i větší rizika pro případ krize.

## Trend
S přihlédnutím k tomu, že z dlouhodobého hlediska bude ropa nabírat na ceně, je možné se dohadovat, že obchod s ropou může ze strategického hlediska být značnou přítěží ke stabilitě měny, ve které se obchod odehrává.

## Petrodolarový cyklus
Po tzv. zavření zlatého okna z 15. srpna 1971 (konec Brettonwoodského měnového systému, potažmo dolarového zlatého standardu) začal klesat zájem o obchodování v této měně, neboť přestala být kryta zlatem či jakoukoli jinou komoditou. Spojené státy si toho byly vědomy a převzaly iniciativu – po několika jednáních se zeměmi OPEC z let 1971–1973 bylo dosaženo toho, že ropa byla (na mezinárodních trzích) obchodována exkluzivně v amerických dolarech. Tím dolar získal potřebnou komoditu, kterou by mohl být de facto kryt, a zájem o obchodování v této měně na světových trzích opět stoupl.
Exkluzivní pozice amerického dolaru jako měny v obchodování s ropou Spojeným státům přinášelo (a doposud stále přináší) mnohé výhody. Zájem o ropu jako surovinu s klíčovým významem (coby zdroj energie, výchozí materiál pro výrobu plastů, hnojiv, herbicidů, kosmetiky a mnoho dalšího) je ze strany energeticky nesoběstačných zemí stabilní a navíc vykazuje mírný ale neustálý růst. To stejným způsobem upevňuje hodnotu měny, ve které je ropa obchodována, tedy amerického dolaru (z toho mezi lety 1973–2000, kdy měl petrodolarový cyklus neotřesitelné postavení, exkluzivně).
Pokud země, která není členem OPEC resp. není soběstačná co do těžby ropy pro vlastní potřebu, chtěla nakoupit (na jedné z pěti světových ropných burz) ropu, potřebovala nejdříve americké dolary pro její nákup. Aby získala americké dolary, sjedná polobarterovou dohodu se Spojenými státy. Typicky tato země platí Spojeným státům ve zboží tvořícím její exportní portfolio. Federální rezervní systém na druhé straně požádá Státní pokladnu Spojených států, aby vytiskla americké dolary použitelné k zaplacení za toto zboží.

### Průvodní jevy petrodolarového cyklu

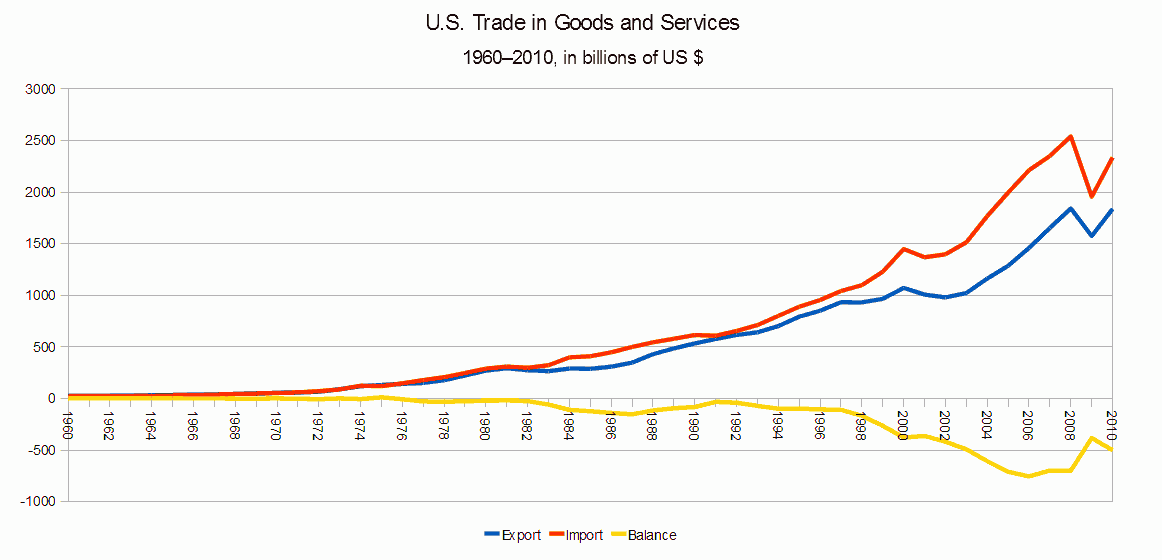
Bilance amerického importu a exportu od roku 1960. Modrá značí export, červená import a žlutá jejich rozdíl.

Nově vytisklé dolary ke kupujícímu neputují přímo, ale přes OPEC, který zprostředkuje i samotnou transakci a dodávky ropy do dané země. Množství emitovaných dolarů nicméně neustále přibývá, takže problém, který se s tímto schématem váže, je ten, že tyto emise dolaru budou přispívat k jeho inflaci. Spojené státy, resp. Federální rezervní systém má, nicméně, určité prostředky, jak ji když ne zastavit tak aspoň udržet na míře přijatelné s předpokládanou konjunkcí ekonomiky. Emise státních dluhopisů mohou být jedním příkladem, dalším může být dohoda o tom, jakým způsobem státy OPEC s přijatými dolary naloží – například, že je nebudou investovat zpět ve Spojených státech, nebo je v určité, blíže specifikované, míře investují do dobývání ropy, ropných polí a příslušné infrastruktury. Do jisté míry mohou USA zvýšené inflaci dolarů přizpůsobit bilanci vlastního importu a exportu, ale toto řešení je neuskutečnitelné z krátkodobého hlediska.
Dalším průvodním jevem petrodolarového cyklu uvnitř Spojených států amerických je jejich postupně se zvyšující saldo zahraničního obchodu – poptávka po americké měně ze strany zemí poptávající ropu znamená pro Spojené státy (resp. její státní pokladnu) toliko emitování (vytisknutí) daného množství její měny. A zatímco země poptávající americké dolary do tohoto nákupu dává své exportní zboží, Spojené státy tak činit nemusejí. Denominace ropy exkluzivně v amerických dolarech tedy pro Spojené státy znamenala značnou výhodu, které se mohly těšit, a sice tu, že USA po čas „uzavřeného“ petrodolarového cyklu mohly dovážet značné množství zboží a služeb za velmi nízkou relativní cenu. Převis importu nad exportem se od té doby (a zejména od počátku 90. let) vyšplhal k téměř 3/4 trilionu dolarů. Perspektiva případné rychlé snahy o vyrovnání tohoto obchodního deficitu (například právě ohrožením petrdolarového cyklu) je v krátkodobém hledisku v podstatě nemožná, neboť zahrnuje alokaci stamiliardových výrobních statků, jejichž vytvoření a etablování trvá až několik desítek let (odhaduje se kolem 30 let).